# Grünbach (Tauber)
Der Grünbach ist ein gut 20 km langer Bach im Main-Tauber-Kreis, welcher beim Lauda-Königshofener Ortsteil Gerlachsheim von Nordosten kommend rechts in die untere Tauber mündet. Lässt man, wie es außer alleine dem Namen alle hydrologischen Größen nahelegen, den Hauptstrang dem größeren linken Zufluss Wittigbach aufwärts bis zur mündungsfernsten beständigen Quelle folgen, so ist er sogar fast 31 km lang.

## Geographie

### Verlauf
Die Grünbachquelle liegt auf etwa 364 m ü. NHN im Gewann Geldloch im östlich von Großrinderfeld-Gerchsheim beginnenden Wald vor Kleinrinderfeld, welches schon jenseits der Landesgrenze in Bayern liegt. Auf seinem zunächst südsüdwestwärts gerichteten Lauf, dem ungefähr parallel allenfalls 2 km westlich die A 81 folgt, fließt er an den Großrinderfelder Ortsteilen Schönfeld und Ilmspan vorbei, wonach er auf das Gebiet der Stadt Grünsfeld übertritt. Dort durchfließt er Paimar, Grünsfeldhausen und Grünsfeld selbst. Am alten Stadtkern vereint er sich nach knapp 15 km mit dem hier schon 25 km langen linken und von Osten nahenden Wittigbach, dessen beständiger Quellbach Kesselbodengraben dem Höfelbrunnen weniger als einen Kilometer nördlich des Grünbach-Ursprungs entspringt.
Nach weiteren knapp 6 km in einer S-Schlinge nach Südwesten, die er in westlichem Lauf durch den Lauda-Königshofener Ortsteil Gerlachsheim beendet, mündet der Grünbach dort neben der Eisenbahnbrücke der Frankenbahn von rechts auf etwa 184 m ü. NHN in die untere Tauber.

### Einzugsgebiet
Der Grünbach hat das größte Einzugsgebiet unter den Nebenflüssen der Tauber; es umfasst ca. 250 km², wovon wiederum 181,3 km² Einzugsgebiet des Wittigbachs und nur 46,2 km² Einzugsgebiet seines eigenen Oberlaufs an dessen Zumündung sind. Vom Einzugsgebiet liegen rund 110 km² in Bayern und 140 km² in Baden-Württemberg. Im Süden und Westen konkurrieren einige kleinere Zuflüssen der Tauber mit dem Grünbach, nach Norden und Osten zu verläuft die Wasserscheide zum Main oberhalb der Taubermündung.

### Zuflüsse
Hierarchische Liste der größeren Zuflüsse von der Quelle zur Mündung. Gewässerlängen in der Regel nach LUBW-GeNe (Datensatzeinträge), Einzugsgebiete entsprechend nach LUBW-BEZG, Höhenangaben nach dem Höhenlinienbild auf LUBW-TK. Andere Quellen für die Angaben sind vermerkt.
Quelle des Grünbachs auf etwa 364 m ü. NHN gut einen Kilometer nordöstlich des Großrinderfelder Ortsteils Gerchsheim im Gewann Geldloch des beginnenden Irtenberger Waldes, eben jenseits der A 81 und unweit der Landesgrenze zu Bayern.
- Gerchsheimer Graben, von rechts auf unter 240 m ü. NHN in Grünsfeld-Paimar, 10,8 km und 19,6 km². Entfließt als Wolfsgraben etwa 1 km nordöstlich des Gerchsheimer Ortsrandes einem See auf etwa 375 m ü. NHN am Saum des Spitalwaldes, entsteht also nur etwa einen Kilometer von der Grünbachquelle entfernt. Heißt unterhalb von Gerchsheim Grundgraben und erst nach der Unterquerung der A 81 Gerchsheimer Graben, wo seine Talmulde Gerchsheimer Grund genannt wird. Der Grünbach selbst ist an der Mündung des fast parallelen und nahen Zulaufs erst 10,0 km lang und hat ein Einzugsgebiet von nur 17,7 km².
- Krensheimer Graben, von links auf unter 210 m ü. NHN in Grünfeld, 2,8 km und 3,4 km². Entsteht auf etwa 305 m ü. NHN etwa 0,5 km südlich der Deponie im ehemaligen Krensheimer Steinbruch am Hasenstock.
- Wittigbach, von links in Grünfeld auf rund 207 m ü. NHN, 11,1 km, mit allen Oberläufen ab dem Grundgraben 25,0 km und 181,3 km². Entsteht auf wenig über 250 m ü. NHN an der Wittighausener Grenzenmühle aus dem Zusammenfluss von Schafbach und Seebach/Gützinger Bach.
  - Schafbach, rechter Oberlauf des Wittigbachs, 3,4 km, mit allen Oberläufen ab dem Grundgraben 13,9 km. Entsteht auf knapp 265 m ü. NHN am Südrand des unterfränkischen Kirchheim aus dem Zusammenfluss von Rimbach und Moosbach.
    - Rimbach oder auch Renkbach, rechter Oberlauf des Schafbachs, als Namensabschnitt 2,9 km, mit allen Oberläufen ab dem Grundgraben 10,5 km und 29,1 km². Entsteht aus dem Rasiggraben auf etwa 277 m ü. NHN durch Namenswechsel an einem Zulauf beim Egenburgerhof von Kirchheim.
      - Rasiggraben, 2,4 km, mit Oberlauf Grundgraben 7,6 km. Entsteht auf wenig über 285 m ü. NHN durch Namenswechsel am kurzzeitigen ersten Eintritt des Bachs nach Baden-Württemberg und auf die Großrinderfelder Gemarkung aus dem Grundgraben.
        - Grundgraben, oberster Namensabschnitt des Wittigbachs, 5,2 km. Entspringt auf etwa 370 m ü. NHN als Kesselbodengraben dem Höfelsbrunnen im südlichen Irtenberger Wald im Dreieck aus der Staatsstraße 578 im Nordwesten, der A im Südosten und der Landesgrenze zu Baden-Württemberg im Südwesten. Die Ursprünge von Grünbach und Gerchsheimer Grundgraben im oder am selben großen Wald sind beide weniger als einen Kilometer entfernt.

    - Moosbach, linker Oberlauf des Schafbachs, 7,8 km und 21,6 km². Entsteht auf etwa 307 m ü. NHN knapp einen Kilometer südöstlich von Geroldshausen an der Kreisstraße WÜ 33.
    - Sulzdorfer Graben, im Unterlauf auch Dammbach[7], im Oberlauf auch Katzenbach[7], von links auf unter 255 m ü. NHN am Haltepunkt Gaubüttelbrunn der Frankenbahn, 7,1 km und 23,4 km². Läuft am Nordrand des Marktes Giebelstädter Pfarrdorfs Ingolstadt aus einem kleinen Teich auf etwa 298 m ü. NHN.

  - Seebach, am Unterlauf auch Gützinger Bach[8], linker Oberlauf des Wittigbachs, 8,5 km und 21,9 km². Entsteht auf etwa 275 m ü. NHN weniger als 0,5 km nordwestlich des Gaukönigshofener Pfarrdorf Wolkshausen.
  - Grenzbach, am Unterlauf Effelter Graben, von rechts auf rund 240 m ü. NHN am Ortsanfang von Unterwittighausen, 3,4 km und 4,5 km². Entsteht auf über 335 m ü. NHN an der Waldinsel Strut etwa einen Kilometer nordwestlich des Wittighausener Dorfs Poppenhausen.
  - Insinger Bach, von links auf unter 234 m ü. NHN an der Wittighausener Langenmühle, 8,1 km und 22,9 km². Entläuft auf unter 305 m ü. NHN einem Teich zwischen der B 19 und dem Markt Bütthardter Pfarrdorf Gaurettersheim.
    - Mühlbach, von links auf unter 256 m ü. NHN an der Markt Bütthardter Hetzenmühle, 3,5 km und 6,5 km². Entsteht auf etwa 325 m ü. NHN südlich von Bütthard am Rand des Waldes Rammerschlag kurz vor der baden-württembergischen Landesgrenze.

  - Tiefentalgraben, von rechts auf etwa 227 m ü. NHN an der unteren Wittighausener Kläranlage, 3,2 km. Entsteht etwas unter 325 m ü. NHN in den Deichselweisen westlich des Wittighausener Dorfs Poppenhausen.
  - Wurmgraben, von links auf etwa 220 m ü. NHN, 5,0 km und 14,9 km². Entfließt auf etwa 315 m ü. NHN dem etwa 1,7 ha großen Marstadter See südöstlich des Lauda-Königshofener Weilers Marstadt und durchläuft dann erst den Marstadter, dann den Zimmerer Grund.
  - Messelhausener Graben, von links auf etwa 217 m ü. NHN an der Bahnstation des Grünsfelder Dorfes Zimmern, 2,4 km und 5,3 km². Entsteht auf rund 275 m ü. NHN westlich von Messelhausen an der K 2801
  - Uhlberger Graben, von rechts durch Zimmern auf rund 215 m ü. NHN, 6,9 km und 10,4 km². Entsteht auf rund 300 m ü. NHN südwestlich des Wittighausener Weilers Lilach neben der K 2882 an der Westspitze der Waldinsel Vogelherd.
- Rödersteingraben oder Rötensteingraben, von rechts auf rund 205 m ü. NHN an der Grünsfelder Riedmühle, 9,7 km und 15,0 km². Entsteht etwa anderthalb Kilometer nordöstlich von Großrinderfeld neben der L 508 nach Gerchsheim gegenüber einem Feldkreuz.

Mündung des Grünbachs auf etwa 184 m ü. NHN neben der Tauberbrücke der Frankenbahn bei Lauda-Königshofen-Gerlachsheim von rechts und zuletzt Osten in die Tauber. Der Grünbach ist hier auf seiner Namensstrecke 20,5 km lang, mit dem längeren Wittigbach und all dessen sukzessiven Quellbächen ab dem Kleinrinderfelder Grundgraben als Oberlauf 30,8 km lang und hat ein Einzugsgebiet von 251,5 km² hinter sich, wozu der Wittigbach 181,3 km² beiträgt und sein eigener Oberlauf bis zum Zusammenfluss nur 46,2 km².
Wichtigster Nebenfluss des Grünbachs ist der nach Länge und Größe bedeutendere Wittigbach, dessen Tal auch anders als das des oberen Grünbachs eine wichtige Verkehrsachse ist. Dieser entsteht als Grundgraben bei Kleinrinderfeld, durchläuft dann Kirchheim, Ober- und Unterwittighausen (Gemeinde Wittighausen) und passiert den Grünsfelder Talort Zimmern, bevor er nach insgesamt 25,0 km in den Grünbach mündet.

### Flusssystem
Eigenes Flusssystem:
- Liste der Fließgewässer im Flusssystem Grünbach
- Liste der Fließgewässer im Flusssystem Wittigbach

Übergeordnetes Flusssystem:
- Liste der Fließgewässer im Flusssystem Tauber

## Natur und Schutzgebiete

### Gewässergüte
Der Grünbach war mit Stand von 2004 auf seinem hierfür erfassten Lauf etwa von unterhalb Ilmspan bis zum Zufluss des Wittigbachs in Grünsfeld kritisch belastet (Güteklasse II–III), von dort an bis zur Mündung wie der Wittigbach ab Wittighausen mäßig belastet (Güteklasse II).

### Wasserschutzgebiete
Das mit Rechtsverordnung vom 20. Januar 2006 ausgewiesene Wasserschutzgebiet Grünbachgruppe mit der WSG-Nr. 128141 umfasst eine geschützte Fläche von 6.431,3 Hektar. Es ist damit eines der größten Wasserschutzgebiete im Main-Tauber-Kreis.
Kurz vor Gerlachsheim führt der Grünbach noch in das bereits am 24. Mai 1994 ausgewiesene Wasserschutzgebiet Tauberaue mit der WSG-Nr. 128215.

## Verkehrswege
Die Frankenbahn und die Landesstraße L 511 begleiten von der Mündung bis nach Grünsfeld den unteren Grünbach und setzen sich dann talaufwärts im Tal des Wittigbaches fort bis jenseits der Landesgrenze nach Bayern (dort als Staatsstraße St 511).

## Grünbachtalradweg
Der Grünbachtalradweg verläuft entlang großer Teile des Grünbachtals. Der Radweg ist komplett asphaltiert. In Grünsfeld hat er Anschluss an den Wittigbachtalradweg und in Gerlachsheim an den Taubertalradweg.

Ansichten des Grünbachtalradwegs
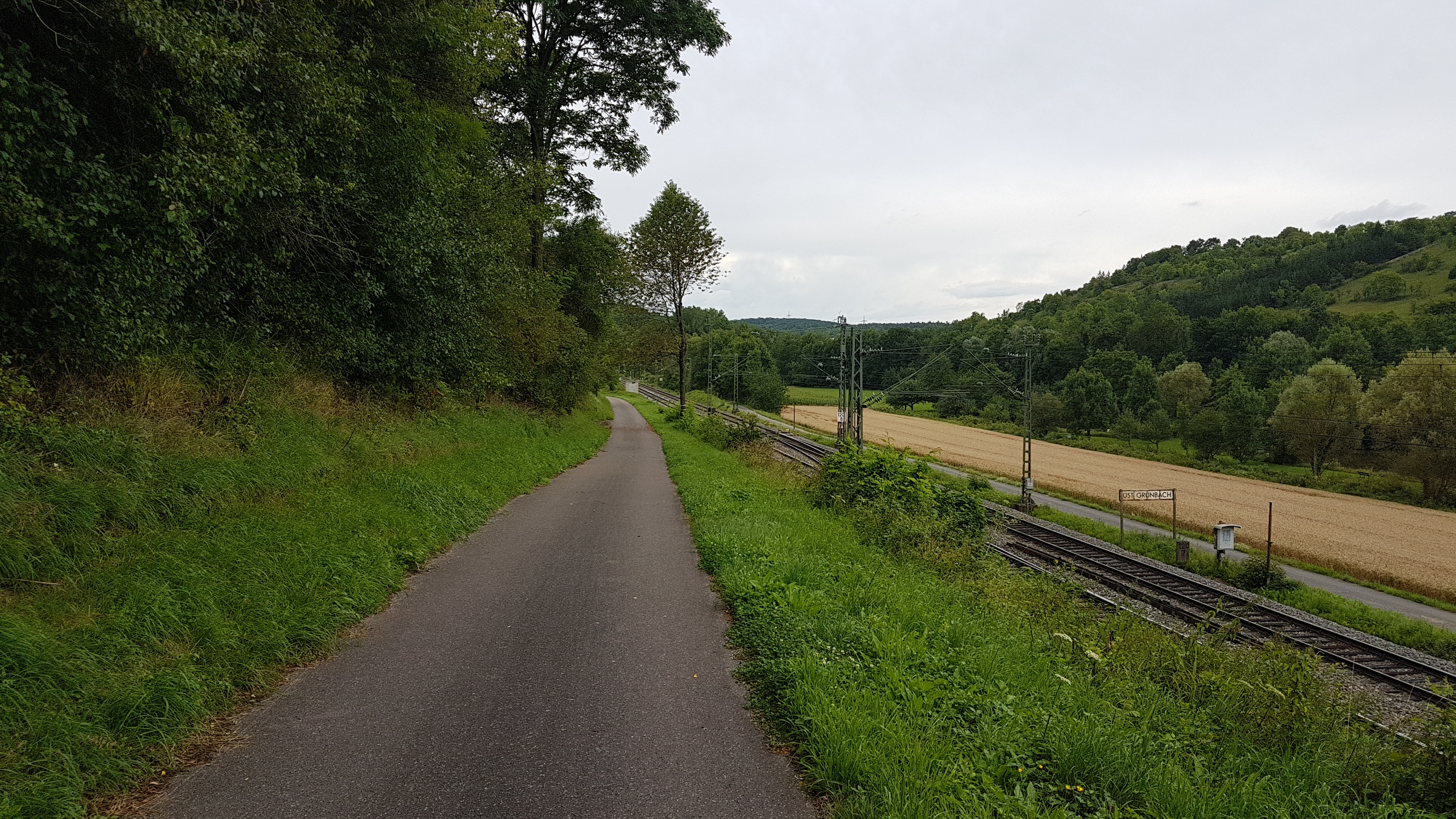
Der Radweg von Gerlachsheim in Richtung Grünsfeld
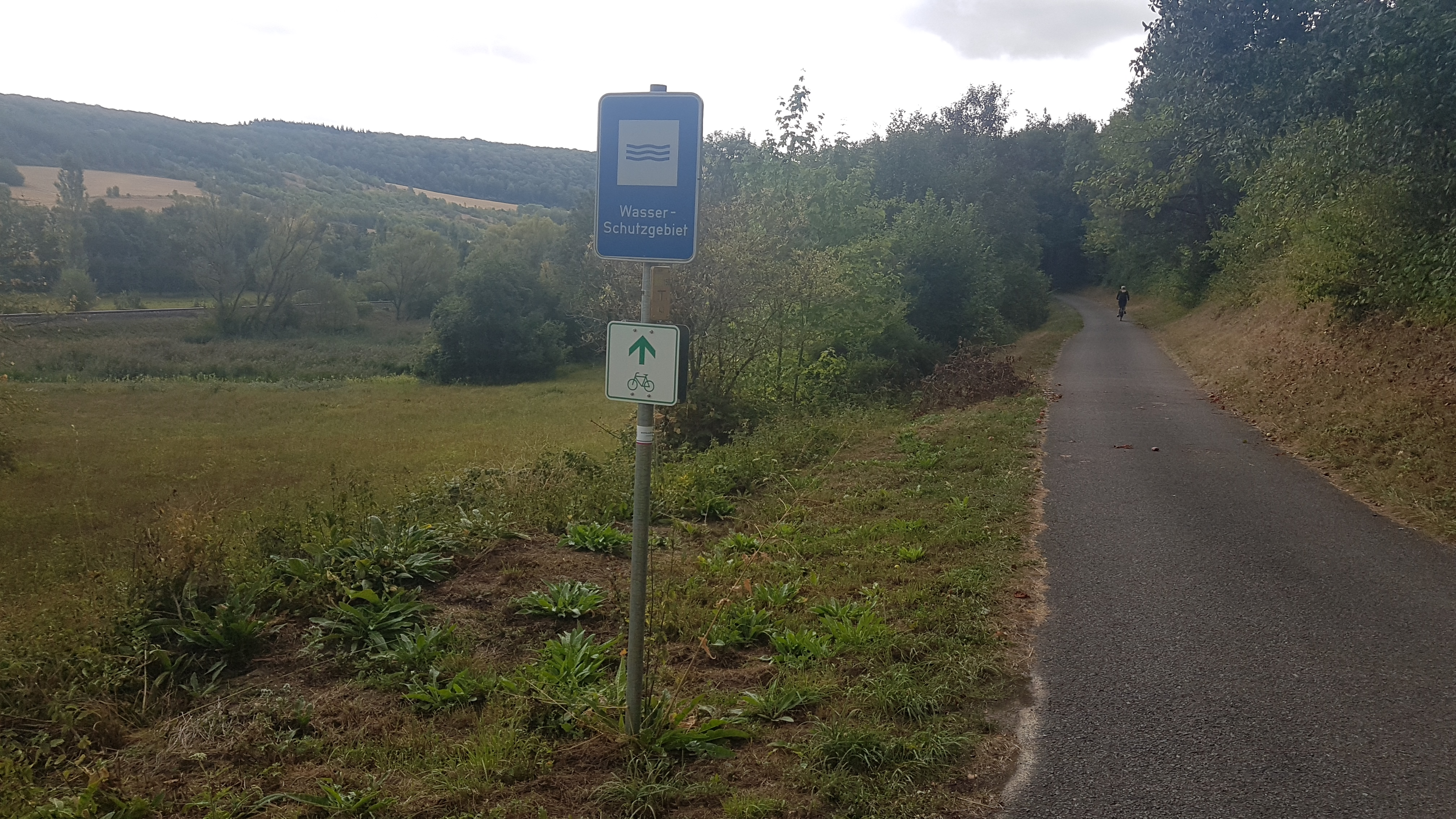
Der Radweg entlang des WSG Tauberaue in Richtung Gerlachsheim
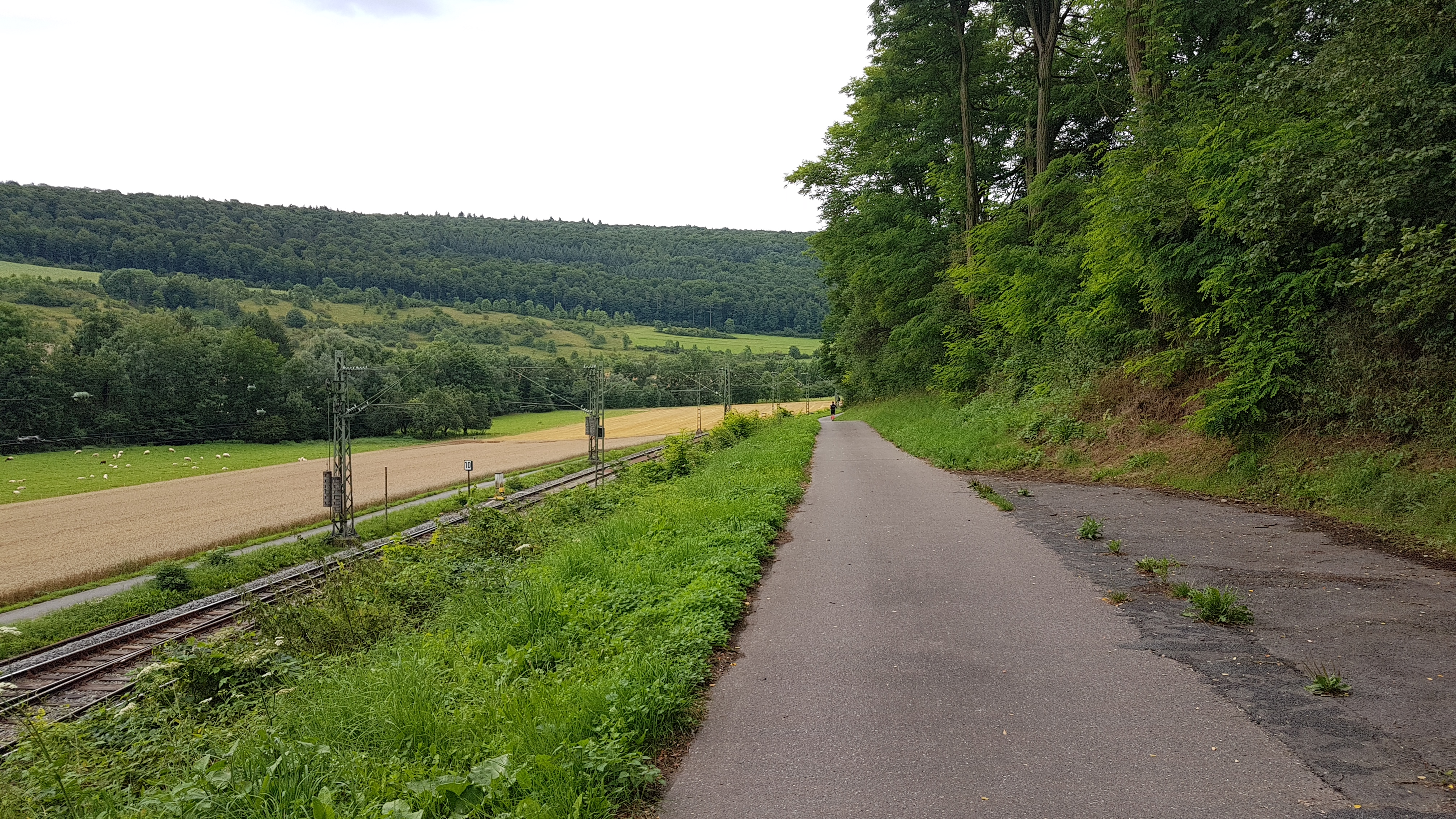
Ein Abschnitt von Grünsfeld in Richtung Gerlachsheim